# Kommavlekkroonslak
De kommavlekkroonslak  (Doto koenneckeri) is een slakkensoort uit de familie van de kroonslakken (Dotidae). De wetenschappelijke naam van de soort werd in 1976  voor het eerst geldig gepubliceerd door Lemche.

## Beschrijving
De grondkleur van het lichaam van deze zeenaaktslak is doorschijnend wit tot crème. De donkere pigmentvlekken op de cerata zijn kommavormig, niet rond zoals bij andere soorten. De terminale tuberkel is aanzienlijk langer dan de andere ceratale tuberkels. De rug en flanken van het dier zijn zwaar gestreept met bruin pigment. Verder is er een ongepigmenteerde streep tussen de ceratale aanhechtingen zichtbaar.
Het voedsel van deze soort is de hydroïdpoliep zeepluim (Aglaophenia pluma) die veel voorkomt in ondiep water, vaak groeiend op het bruine zeewier Halidrys siliquosa, maar ook op oppervlaktes van rotsen. De eiersnoer is een kort gevouwen lint.